# Piotr Śmigasiewicz
Piotr Śmigasiewicz, né le 10 novembre 1983  à Varsovie, est un scénariste et réalisateur polonais. Il est le fils du metteur en scène et dramaturge Waldemar Śmigasiewicz et de sa femme Alicja.

## Biographie
Piotr Śmigasiewicz fait des études de cinéma à l'Université nationale d'Irlande à Galway (Huston School of Film & Digital Media), de commerce international et management à l'Université du pays de Galles et à l'Université Łazarski de Varsovie (pl).
Son premier projet cinématographique est le Paradox Film Festival de Varsovie, organisé à la cinémathèque de Varsovie Kinoteka (pl) par le ciné-club "Paradoks" des étudiants de l'Université Ryszard-Łazarski avec la Kinoteka et le musée d'histoire de la Pologne (Muzeum Historii Polski w Warszawie (pl)).
Dans le cadre du Festival, destiné aux étudiants en cinéma des universités polonaises et aux jeunes cinéastes amateurs, se déroule un concours pour la meilleure étude cinématographique étudiante. Plus de 40 candidatures y ont participé, venant de l'École nationale supérieure de cinéma, de télévision et de théâtre Leon-Schiller de Łódź (PWSFTviT), de la Faculté de radio et de télévision Krzysztof-Kieślowski de l'Université de Silésie à Katowice (Szkoła Filmowa im. Krzysztofa Kieślowskiego), de l'École de cinéma Andrzej-Wajda (Mistrzowska Szkoła Reżyserii Filmowej Andrzeja Wajdy) et l'École de cinéma de Varsovie (Warszawska Szkoła Filmowa). Sur les trois meilleures issues du vote du public, un jury comprenant, entre autres le réalisateur Robert Gliński et le réalisateur et dirigeant culturel nord-irlandais John Peto, a choisi le lauréat. L'étude gagnante a été présentée au Foyle Film Festival (en) en Irlande du Nord, l'un des festivals de cinéma les plus importants d'Europe.
Piotr Śmigasiewicz se spécialise ensuite dans la réalisation de documentaires et de courts métrages dans différentes régions d'Europe : The Player (2008, film de diplôme), Say Hello (2003), Somewhere Over the Rainbow (fiction, 2011) et le court-métrage documentaire The Journey (24 min, 2007).
Avec Titanium White, il participe à la 40e édition du Festival des films du monde de Montréal (25 août - 5 septembre 2016). Le film est une production polonaise avec une distribution internationale mettant en vedette Piotr Adamczyk, Steven Berkhoff, Luca Calvani (en), Alessandra Mastronardi et Torsten Voges. Titanium White raconte l'histoire de Dominik, un doctorant polonais en histoire de l'art, qui part pour la ville italienne de Porto Ercole afin d'explorer les dernières années de la vie du peintre Le Caravage. Avec Silvia et le prêtre local Paolo, ils se retrouvent impliqués dans un complot criminel. Petit à petit, ils découvrent le secret soigneusement caché de Porto Ercole. Cependant, il s'avère rapidement que le monde de l'art que Dominik connaissait jusqu'à présent ne sera plus jamais le même...
En 2019, Piotr Śmigasiewicz se lance dans le stand-up, faisant ses débuts avec le programme Hold the Horses, autrement dit Kotokur au cabaret « W Orbicie Słońca ».
« C'est une histoire d'une heure sur la façon de faire face à l'Europe, comment l'observer de près et comment ne pas devenir fou en essayant de la comprendre. Traverser les quartiers de Neukölln et Prenzlauer Berg, les autoroutes du Nord de l'Italie, essayer d’arriver à l'heure au travail à Rome à huit heures du matin ou de s'installer à Derry en Irlande du Nord m'a apporté plus de surprise que je n'aurais pu l'imaginer. Des tuyaux de radiateurs explosifs à Berlin, des larmes de bonheur en garant  un scooter à Florence et un nombre incroyable de voyages nous emmèneront dans le monde de Magellan et d'Erasme, celui de Christophe Colomb et des autoroutes allemandes... Il est temps de partager parce que c'est le seul moyen de ne pas sombrer dans la folie. ».

## Filmographie
- The 122th Floor
- The Problem Solver (TV Mini-Series)
- Titanium White (en polonais Tytanowa Biel)
- Unfinished Mind